# Trissolcus maori
Trissolcus maori är en stekelart som beskrevs av Johnson 1991. Trissolcus maori ingår i släktet Trissolcus och familjen Scelionidae. Inga underarter finns listade i Catalogue of Life.